# Rubén Bover
Rubén Bover Izquierdo (Palma de Mallorca, Islas Baleares, España, 24 de junio de 1992) es un futbolista español. Juega como centrocampista y su equipo es el Club Deportivo Atlético Baleares de la Segunda Federación. 

## Trayectoria
Es un jugador formado en la cantera del RCD Mallorca y en 2009, se marcha a Inglaterra para firmar por el Kidderminster Harriers Football Club de la Conference North, sexta división del fútbol inglés.
En la temporada 2010-11, jugaría en el Halesowen Town, un club de las categorías modestas del fútbol inglés. 
En la temporada 2011-12, firma por el Charlton Athletic Football Club de la English Football League One. En enero de 2012, regresa a España para jugar cedido hasta el final de la temporada en el CD San Roque de Lepe de la Segunda División B de España, con el que disputa 10 partidos en los que anota un gol.
El 9 de febrero de 2013, rescinde su contrato con el Charlton Athletic Football Club y firma por el New York Red Bulls de la Major League Soccer.
El 15 de abril de 2015, Rubén es cedido al New York Cosmos de la National Independent Soccer Association.
El 2 de diciembre de 2015, tras acabar su contrato con el New York Red Bulls, se incorpora en propiedad al New York Cosmos.
El 27 de enero de 2017, firma por el Barnet Football Club de la Conference South. En el conjunto inglés jugaría durante temporada y media, tras acabar su contrato en julio de 2018.
El 9 de diciembre de 2018, firma por el F. C. Andorra de la Primera Catalana, con el que consiguió el ascenso a la Tercera División de España. Con el conjunto andorrano, también jugaría en la Segunda División B de España, tras adquirir la plaza del Club de Futbol Reus Deportiu.
En marzo de 2022, renueva con el FC Andorra de la Primera División RFEF por dos temporadas y media más, siendo el capitán del equipo.
En la temporada 2021-22, lograría el ascenso a la Segunda División de España, tras acabar en primera posición del Grupo II de la Primera División RFEF.
El 30 de junio de 2024, pese a tener ofertas de superior categoría, firma por tres temporadas con el Club Deportivo Atlético Baleares de la Segunda Federación. 

## Clubes
| Club                                 | País           | Periodo         |
| ------------------------------------ | -------------- | --------------- |
| Kidderminster Harriers Football Club | Inglaterra     | 2009-2010       |
| Halesowen Town                       | Inglaterra     | 2010-2011       |
| Charlton Athletic Football Club      | Inglaterra     | 2011-2013       |
| CD San Roque de Lepe (cedido)        | España         | 2012            |
| New York Red Bulls                   | Estados Unidos | 2013-2015       |
| New York Cosmos (cedido)             | Estados Unidos | 2015            |
| New York Cosmos                      | Estados Unidos | 2015-2017       |
| Barnet Football Club                 | Inglaterra     | 2017-2018       |
| FC Andorra                           | España         | 2018-2024       |
| Club Deportivo Atlético Baleares     | España         | 2024-Actualidad |